# Ronneby Bruk AB
Ronneby Bruk AB är en svensk tillverkare av gjutjärnsprodukter, såsom stekpannor, grytor och mortlar.

## Historia
Företaget grundades 1997 i Kallinge av Martin Johannesson. Martin Johannesson var tidigare anställd på Ronab som tillverkade gjutjärnprodukter vid gamla Kockums Jernverks AB fram till 1991. Detta då Ronab redan 1983 blivit sålt till Gense och verksamheten förflyttades till Eskilstuna. Sigurd Persson som tog fram formgivning för Ronab fortsatte sitt arbete även för Ronneby Bruk och tog fram ett nytt sortiment.

## Tillverkning
Rågjutnigen sker idag i Frankrike, på samma vis som för Ronab, sedan 1986. De gjutna ämnena fraktas sedan till Kallinge där de blästras, slipas, svarvas, oljas in, samt genomgår inbränning för att sedan få handtag monterade.